# Берн, Джек
Джек Берн (англ. Jack Byrne; 24 апреля 1996 года, Дублин, Ирландия) — ирландский футболист, полузащитник клуба «Шемрок Роверс» и национальной сборной Ирландии.

## Клубная карьера
Берн — воспитанник клуба «Манчестер Сити». В сезоне 2014/15 в Юношеской лига УЕФА забил 6 мячей в 8 матчах.
В июле 2015 года отправился в аренду в нидерландский клуб «Камбюр». 19 сентября 2015 года дебютировал за новую команду в матче против клуба «Твенте», выйдя в стартовом составе.
29 июня 2016 года подписал контракт аренды до конца сезона с представителем Чемпионшипа Футбольной лиги — клубом «Блэкберн Роверс».
В январе 2017 года подписал контракт с клубом «Уиган Атлетик» на 3.5 лет. 8 апреля дебютировал за «латикс», выйдя на замену во втором тайме матча против «Ротерем Юнайтед».

## Международная карьера
Играл за различные молодёжные сборные Ирландии.
Дебют за национальную сборную Ирландии состоялся 10 сентября 2019 года в домашнем товарищеском матче против Болгарии на «Авива».
Берн стал 500-м футболистом в истории ирландской сборной.

## Статистика
| Сезон           | Клуб            | Дивизион        | Лига  | Лига | Кубок | Кубок | Континентальные | Континентальные | Всего | Всего |
| Сезон           | Клуб            | Дивизион        | Матчи | Голы | Матчи | Голы  | Матчи           | Голы            | Матчи | Голы  |
| --------------- | --------------- | --------------- | ----- | ---- | ----- | ----- | --------------- | --------------- | ----- | ----- |
| 2015/16         | Камбюр (аренда) | Эредивизи       | 14    | 1    | 1     | 0     | 0               | 0               | 15    | 1     |
| Всего в карьере | Всего в карьере | Всего в карьере | 14    | 1    | 1     | 0     | 0               | 0               | 15    | 1     |

## Достижения

### «Шемрок Роверс»
- Чемпион Ирландии: 2020
- Обладатель Кубка Ирландии: 2019